# Liste der Kulturgüter in Mettauertal
Die Liste der Kulturgüter in Mettauertal enthält alle Objekte in der Gemeinde Mettauertal im Kanton Aargau, die gemäss der Haager Konvention zum Schutz von Kulturgut bei bewaffneten Konflikten, dem Bundesgesetz vom 20. Juni 2014 über den Schutz der Kulturgüter bei bewaffneten Konflikten sowie der Verordnung vom 29. Oktober 2014 über den Schutz der Kulturgüter bei bewaffneten Konflikten unter Schutz stehen.
Objekte der Kategorien A und B sind vollständig in der Liste enthalten, Objekte der Kategorie C fehlen zurzeit (Stand: 1. Januar 2023). Unter übrige Baudenkmäler sind weitere geschützte Objekte zu finden, die in der Bau- und Nutzungsordnung der Gemeinde verzeichnet und nicht bereits in der Liste der Kulturgüter enthalten sind.

## Kulturgüter
| Foto | | Objekt                                               | Kat. | Typ | Standort                                    | Beschreibung                                                            |
| ---- | --- | ---------------------------------------------------- | ---- | --- | ------------------------------------------- | ----------------------------------------------------------------------- |
| ja   | Datei hochladen · Wikidata zu Ehemalige Untervogtei mit Nebenbauten (Q19362356)                                                              | Ehemalige Untervogtei mit Nebenbauten KGS-Nr.: 00123 | A    | G   | Hottwil, Leumenstrasse 41a 654348 / 266538  |                                                                         |
| ja   | Datei hochladen · Wikidata zu Katholische Pfarrkirche (Q19362357)                                                                            | Katholische Pfarrkirche KGS-Nr.: 00184               | A    | G   | Mettau, Pfarrhausweg 9.3 651749 / 268419    |                                                                         |
| ja   | Datei hochladen · Wikidata zu Haus "im Spittel" (Q29576205)                                                                                  | Haus "im Spittel" KGS-Nr.: 15437                     | B    | G   | Hottwil, Hauptstrasse 43 654327 / 266475    |                                                                         |
| BW   | Datei hochladen · Wikidata zu Rütenen / Sandrütihalden; Mauerreste unbekannter Zeitstellung in Ringgraben und Wall (Hochwacht?) (Q105623967) | Rütenen / Sandrütihalden KGS-Nr.: 15641              | B    | F   | Oberhofen 650081 / 267951                   | Mauerreste unbekannter Zeitstellung in Ringgraben und Wall (Hochwacht?) |
| ja   | Datei hochladen · Wikidata zu St. Wendelinskapelle (Q29581572)                                                                               | St. Wendelinskapelle KGS-Nr.: 15896                  | B    | G   | Wil, Mitteldorfstrasse 74.1 653771 / 268002 |                                                                         |

## Übrige Baudenkmäler
| ID     | Foto |                                                                     | Objekt                   | Typ | Standort                                    | Beschreibung |
| ------ | ---- | ------------------------------------------------------------------- | ------------------------ | --- | ------------------------------------------- | --- |
| ETZ901 | ja   | Datei hochladen · Wikidata zu Bruderklausenkapelle (Q105635387)     | Bruderklausenkapelle     | G   | Etzgen, Büntenstrasse 135.1 650176 / 269410 | |
| ETZ902 | ja   | Datei hochladen · Wikidata zu Bäuerlicher Vielzweckbau (Q105635650) | Bäuerlicher Vielzweckbau | G   | Etzgen, Dorfstrasse 14 650584 / 269131      | |
| ETZ903 | BW   | Datei hochladen                                                     | Bäuerlicher Vielzweckbau | G   | Etzgen, Dorfstrasse 32 650559 / 269126      | |
| ETZ904 | ja   | Datei hochladen                                                     | Wohnhaus                 | G   | Etzgen, Talstrasse 75 650531 / 269025       | |
| HOT901 | ja   | Datei hochladen                                                     | Gasthaus zum Bären       | G   | Hottwil, Dorfstrasse 19 654481 / 266585     | |
| HOT902 | ja   | Datei hochladen                                                     | Bäuerliches Wohnhaus     | G   | Hottwil, Leumen 39 654336 / 266574          | |
| HOT903 | ja   | Datei hochladen                                                     | Bäuerlicher Vielzweckbau | G   | Hottwil, Rain 13a 654450 / 266557           | |
| HOT904 | ja   | Datei hochladen                                                     | Wohnhaus                 | G   | Hottwil, Dorfstrasse 22a 654412 / 266635    | |
| HOT905 |      | Datei hochladen                                                     | Steinspeicher            | G   | Hottwil, Dorfstrasse 23                     | |
| HOT906 | ja   | Datei hochladen                                                     | Bäuerliches Wohnhaus     | G   | Hottwil, Dorfplatz 30 654429 / 266579       | |
| HOT907 | ja   | Datei hochladen                                                     | Bäuerlicher Vielzweckbau | G   | Hottwil, Rain 11a 654462 / 266539           | |
| HOT909 | ja   | Datei hochladen                                                     | Bäuerlicher Vielzweckbau | G   | Hottwil, Hauptstrasse 61 654308 / 266888    | |
| MTT001 | BW   | Datei hochladen                                                     | Bäuerlicher Vielzweckbau | G   | Etzgen, Dorfstrasse 24 650416 / 269347      | |
| MTT903 | BW   | Datei hochladen                                                     | Mühle                    | G   | Mettau, Alte Mühle 53 651854 / 268257       | |
| MTT904 | ja   | Datei hochladen                                                     | Bäuerlicher Vielzweckbau | G   | Wil, Bäckergasse 49 653782 / 267968         | |
| MTT906 | ja   | Datei hochladen                                                     | Bäuerlicher Vielzweckbau | G   | Wil, Mitteldorfstrasse 36 653695 / 268039   | |
| MTT907 | BW   | Datei hochladen                                                     | Bäuerlicher Vielzweckbau | G   | Wil, Steinhofstrasse 9 653256 / 268150      | |
| MTT912 |      | Datei hochladen                                                     | Weintrotte               | G   | Hottwil, Dorfstrasse                        | |
| OHO901 | ja   | Datei hochladen                                                     | Altes Schulhaus          | G   | Oberhofen, Hauptstrasse 15 652234 / 267207  | |
| OHO902 | ja   | Datei hochladen                                                     | Bäuerlicher Vielzweckbau | G   | Oberhofen, Hauptstrasse 26 652190 / 267142  | |
| WIL002 | BW   | Datei hochladen                                                     | Dreiländerstein (1520)   |     | Wil, Ranspel 655679 / 268413                | Grenzstein am Dreiländereck: an der heutigen Grenze der Gemeinden Metterauertal (damals Vorderösterreich), Mandach (damals Berner Aargau) und Leuggern (damals Grafschaft Baden). |

Legende: Siehe Legende der Liste der Kulturgüter von nationaler und regionaler Bedeutung. Anstelle der KGS-Nummer wird als Objekt-Identifikator (ID) die Inventar- oder Gebäudenummer in der Bau- und Nutzungsordnung der Gemeinde verwendet.